# Palisota bicolor
Palisota bicolor är en himmelsblomsväxtart som beskrevs av Maxwell Tylden Masters. Palisota bicolor ingår i släktet Palisota och familjen himmelsblomsväxter.
Artens utbredningsområde är Bioko. Inga underarter finns listade.